# فلزنة
الفلزنة (Metalation) هو تفاعل كيميائي يتضمن تشكيل رابطة كيميائية بين ذرة فلز مع مركب عضوي لتشكيل مركب جديد، وهو ما يسمى مركب عضوي فلزي. يستخدم تفاعل الفلزنة في المختبرات الكيميائية من أجل تنشيط الرابطة كربون-هيدروجين في الجزيئات العضوية خلال تشكيل الرابطة C—X، والتي تطون ضرورية من أجل تفاعلات الاصطناع العضوي.
من أشهر الأمثلة على تفاعلات الفلزنة تفاعل غرينيار.

## التاريخ
يعود تاريخ الفلزنة إلى أواسط القرن التاسع عشر، عندما تمكن إدوارد فرانكلاند من اصطناع ثنائي إيثيل الزنك سنة 1849؛ حيث أدى هذا الاكتشاف إلى تطوير عدد من تفاعلات تحضير المركبات العضوية الفلزية الأخرى؛ بالإضافة إلى استخدامها في الاصطناع العضوي.

## اقرأ أيضاً
- كيمياء عضوية فلزية
- كيمياء عضوية فلزية حيوية